# Magescq

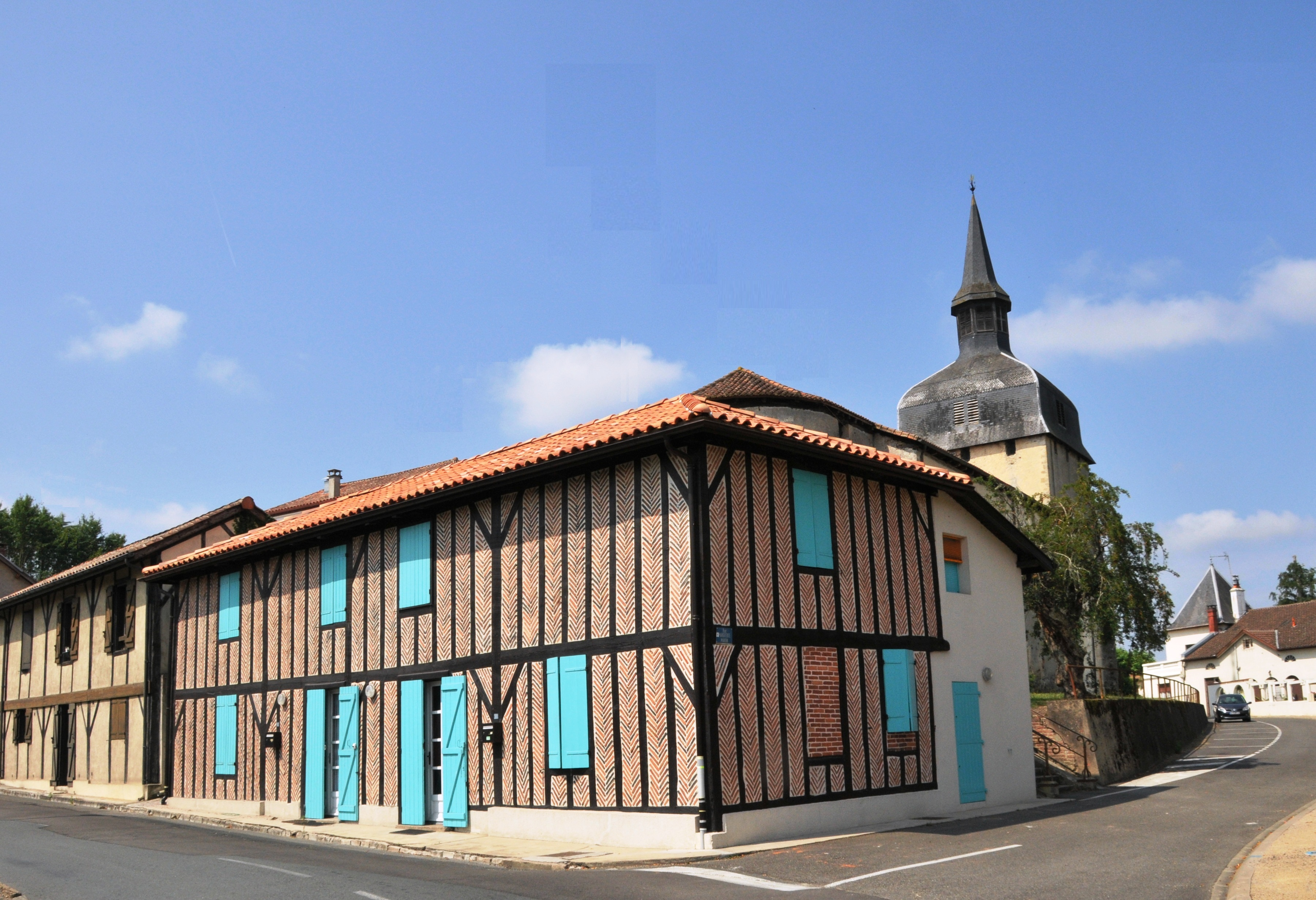
Fachwerkhaus mit Gefach aus Tonziegeln im typischen Fischgrät-Muster

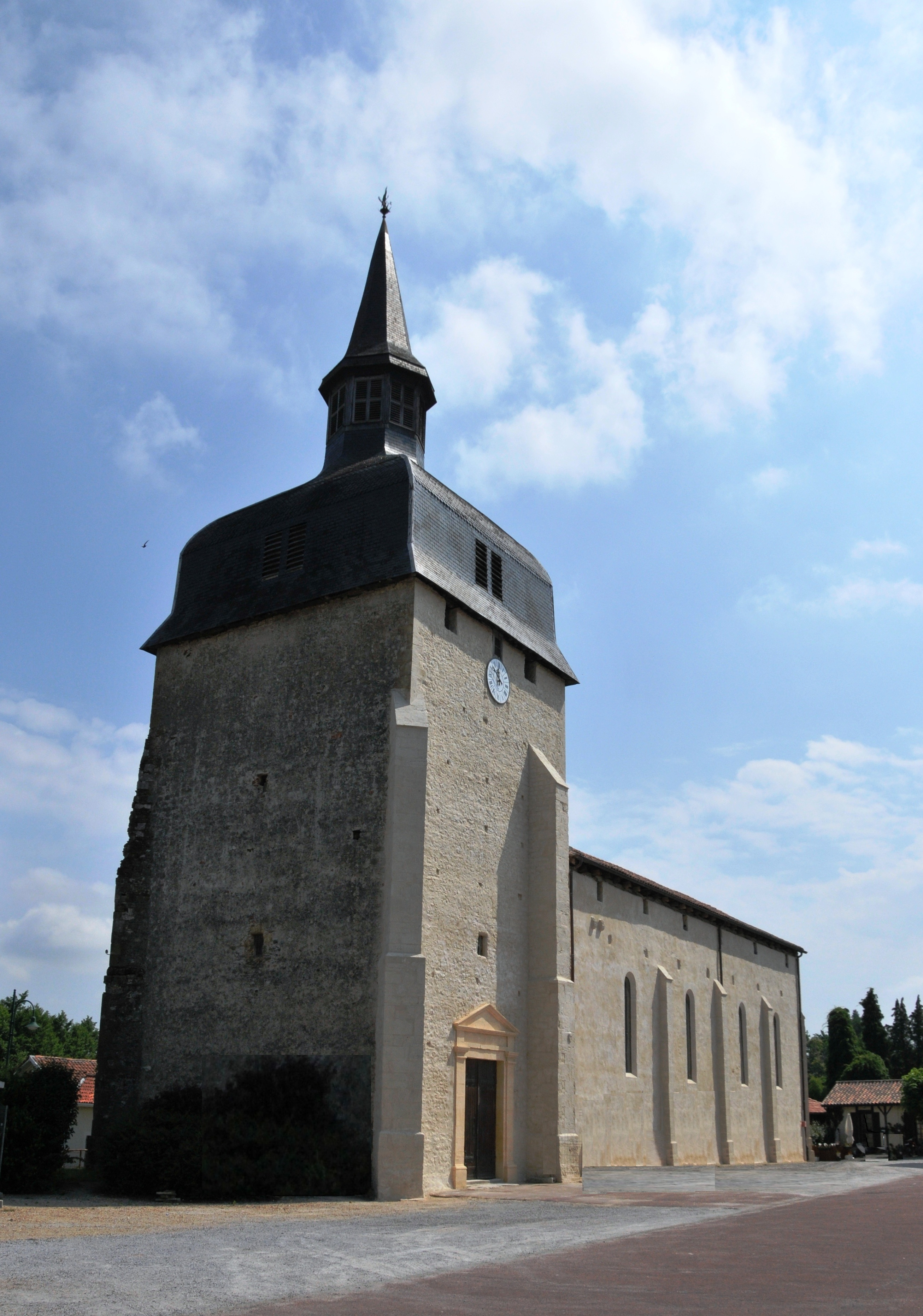
Wehrkirche in Magescq

Magescq (okzitanisch Magesc) ist eine französische Kleinstadt mit 2602 Einwohnern (Stand 1. Januar 2022) im Département Landes in der Region Nouvelle-Aquitaine.

## Geografie
Magescq liegt im Forêt des Landes, dem größten zusammenhängenden Waldgebiet Westeuropas, das vorwiegend aus See-Kiefern besteht. Der Ort liegt auf der Grenze der Regionen Marensin (nördlich) und Maremne (südlich). Nachbargemeinden sind Léon (nördlich), Castets (nordöstlich), Herm (östlich), Saint-Paul-lès-Dax (südöstlich), Rivière-Saas-et-Gourby und Saint-Geours-de-Maremne (südlich) sowie Soustons (westlich).
Der Ort liegt
- etwa 37 km (Luftlinie) nordöstlich von Bayonne
- etwa 23 Straßenkilometer östlich der Atlantikküste, die hier Côte d’Argent genannt wird
- etwa 140 km südlich von Bordeaux
- etwa 14 km nordwestlich von Dax, dem bekanntesten Thermalbad Frankreichs am Fuße der Pyrenäen

Über die Autobahn A63 (Bordeaux – Biarritz) ist der Ort verkehrstechnisch gut angebunden. Außerdem verläuft durch den Ort die Landstraße D16 (Dax – Léon), und die Landstraßen D116 und D150 haben hier ihre Anfangs-/Endpunkte. Der nächste Bahnhof ist in Dax, von wo man in 4 h Paris erreicht, der nächste Flughafen befindet sich in Biarritz.
Magescq wird vom gleichnamigen Bach durchflossen, der einer der Zuflüsse des Lac de Soustons ist.

## Geschichte
Für die Herleitung des Stadtnamens gibt das Gemeindeamt drei mögliche Varianten an, von denen hier die zwei verständlichsten erwähnt sind:
- Der Name der Stadt leitet sich ab von den okzitanischen Wörtern mar (Meer) und i ei (hier ist oder hier war). Tatsächlich lag der Ort vor 12 bis 15 Millionen Jahren einmal am Meer.
- Der Name ist lateinischen (römischen) Ursprungs: Mosconum soll der Ort damals geheißen haben. Er lag an der Handelsstraße Antonin-Weg (chemin d’Antonin), der Bayonne mit Bordeaux verband, und war Umschlagplatz für die Waren der Umgebung. Die damalige Schreibweise war Milhescq oder Miesq. Wenn man dies in Zusammenhang mit der keltischen Bedeutung bringt, so ergibt sich zentraler Markt.

Als früher die Reisen von Bayonne bis Bordeaux drei Tage dauerten, war Magescq während mehrerer Jahrhunderte eine wichtige Zwischenstation.
| Bevölkerungsentwicklung | Bevölkerungsentwicklung | Bevölkerungsentwicklung | Bevölkerungsentwicklung | Bevölkerungsentwicklung | Bevölkerungsentwicklung | Bevölkerungsentwicklung | Bevölkerungsentwicklung | Bevölkerungsentwicklung |
| ----------------------- | ----------------------- | ----------------------- | ----------------------- | ----------------------- | ----------------------- | ----------------------- | ----------------------- | ----------------------- |
| Jahr                    | 1962                    | 1968                    | 1975                    | 1982                    | 1990                    | 1999                    | 2009                    | 2017                    |
| Einwohner               | 1108                    | 1109                    | 1111                    | 1149                    | 1218                    | 1380                    | 1775                    | 2175                    |

## Sehenswürdigkeiten
Mittelpunkt des Ortes ist der Kirchplatz (Place de l’Église), an dem die Kirche und das Rathausgebäude (Mairie) die wichtigsten Sehenswürdigkeiten darstellen. Die Kirche ist eine Wehrkirche aus dem 12.–14. Jahrhundert und seit 1969 als Monument historique eingetragen.

## Wirtschaft
Die wichtigsten Erwerbszweige sind die Holzwirtschaft, Acker- und Gemüsebau. Spargelanbau wird hier bereits seit 50 Jahren betrieben. Der Ort ist bekannt für das einzige Sternerestaurant der Region, das Relais de la Poste.